# Karl Anton Matthias Feldmann
Karl Anton Matthias Feldmann (geboren am 1. August 1822 in Gotha; gestorben am 23. Februar 1853 in Meran) war ein deutscher lyrischer und dramatischer Schriftsteller.

## Leben
Feldmann wurde als erster Sohn von Christian Nicolai Ludwig Feldmann in Gotha geboren. Er war von Kindheit an kränklich, machte aber in seiner geistigen Entwicklung rasche Fortschritte. Unterrichtet wurde er zunächst von seinem Vater. Später besuchte er Schulen in Kassel und Kiel.
Schon während seiner Schulzeit zeigte er Interesse an der Geschichte und den Biographien hervorragender Personen.
Mit 15 Jahren wurde er konfirmiert, musste aber wegen seines schlechten Gesundheitszustandes das Gymnasium verlassen und wurde privat, auch in den alten Sprachen, unterrichtet. Er interessierte sich besonders für die deutsche und englische Dichtung und schrieb ab seinem 17. Lebensjahr selbst Gedichte. Im Herbst 1841 wurde er als Student der Rechtswissenschaft in Kiel immatrikuliert und setzte sein Studium im Herbst 1843 an der Universität Tübingen fort. In Tübingen brach er das Jurastudium ab und studierte unter dem Einfluss Friedrich Theodor Vischers Ästhetik und Philosophie. Ab 1845 setzte er sein Studium an den Universitäten Berlin und Heidelberg fort. Ab Juli 1847 lebte er als Privatgelehrter in Frankfurt am Main.
In Frankfurt entstand das Drama „Vincenz Fettmilch“. In Heidelberg hatte er bereits das Drama „Chriemhild“ vollendet, das aber weder gedruckt noch aufgeführt wurde. Er schrieb Artikel für das „Morgenblatt“, den „Grenzboten“ und für die Zeitung „Frankfurter Beobachter“. Insbesondere erregten seine dramaturgischen Aufsätze Aufsehen.
1851 erkrankte er an einer Lungenentzündung und starb an deren Folgen am 23. Februar 1853 in Meran, wohin ihn die Ärzte zur Genesung geschickt hatten.

## Werke
- Vinzenz Fettmilch, der Lebküchler von Frankfurt a.M., ein Trauerspiel. Offenbach [1850].
- Chriemhild (unveröffentlicht)